# アレクサンドラ・フォミナ
アレクサンドラ・オレクサンドリヴナ・フォミナ（ウクライナ語: Олександра Олександрівна Фоміна、ラテン文字転写: Aleksandra Fomina、1975年5月4日 - ）は、ウクライナの元女子バレーボール選手。元ウクライナ代表。

## 来歴

### クラブチーム
ルハーンシク出身。1991年、Lokomotiv Dnipropetrovskへ入団。1992年、Iskra Luganskへ加入。同チームには7年間在籍し、ウクライナ国内リーグでは1993/94～1996/97シーズンに4連覇、1998/99シーズンにも優勝を果たした。1994/95シーズンの欧州チャンピオンズリーグでは3位となった。1999年、Krug Cherkasyへ移籍し、1999/00シーズンのウクライナ国内リーグでは優勝に貢献した。2000年、フランスのRCカンヌへ移籍し、在籍した4年間でフランスリーグ4回、フランスカップ3回のタイトルを獲得。また、欧州チャンピオンズリーグでは2回の優勝を経験し、2002/03シーズンの大会ではベストリベロ賞を受賞した。2004年、Krug Cherkasyに復帰し、2004/05シーズンのウクライナ国内リーグで優勝を果たした。2005年、2季ぶりにRCカンヌと契約し、2005/06～2011/12シーズンにかけてフランスリーグ、フランスカップで全タイトル獲得。2008/09シーズンのフランスリーグではベストレシーバー賞を受賞した。また、2005/06、2011/12シーズンの欧州チャンピオンズリーグでは準優勝した。2012年、アゼルバイジャンのラビタ・バクーへ移籍し、2012/13シーズンのアゼルバイジャン・スーパーリーグで優勝し、世界クラブ選手権では銀メダルを獲得した。2013/14シーズンのMunicipal Olympique Mougins VBでのプレーをもって現役を引退した。2021年からはフランスのStade Laurentinの監督に就任し3年間チームを率いた。2024年5月、フランスのVolley Ball Romansで監督を務めることが発表された。

### 代表チーム
アンダーカテゴリーの代表として1994年、U-20欧州選手権に出場し6位となった。1996年、シニア代表に初選出され、同年のアトランタ五輪に出場した。2000年のシドニー五輪欧州大陸予選に出場した。2001年、欧州選手権に出場し4位となった。2003年、欧州選手権に出場した。2005年、世界選手権欧州大陸予選に出場した。

## 球歴
- オリンピック - 1996年
- 欧州選手権 - 2001年、2003年

## 受賞歴
- 2003年 - 2002/03欧州チャンピオンズリーグ ベストリベロ賞
- 2009年 - 2008/09フランスリーグA ベストレシーバー賞

## 所属クラブ

### 選手
- Lokomotiv Dnipropetrovsk（1991-1992年）
- Iskra Lugansk（1992-1999年）
- Krug Cherkasy（1999-2000年）
- RCカンヌ（2000-2004年）
- Krug Cherkasy（2004-2005年）
- RCカンヌ（2005-2012年）
- ラビタ・バクー（2012-2013年）
- Municipal Olympique Mougins VB（2013-2014年）

### 指導者
- Stade Laurentin（2021-2024年）
- VB Romans（2024-）